# Тврђава Бочац
Бочац (castrum Bochaz, castello Bozaz) је тврђава у Републици Српској (БиХ), чији се остаци налазе код истоименог места, над Врбасом, недалеко од Мркоњић града. Први пут се у изворима помиње 1434. године, у вези са продором војске краљевине Угарске, која је дошла у помоћ краљу Твртку II (прва владавина 1404—1409, друга владавина 1421—1443), у борби против Османлија и Радивоја Котроманића. Након османског освајања краљевине Босне крајем јуна 1463. године, краљ Угарске Матија Корвин (1458—1490) је током јесени упао у Босну и освојио неке њене делове, укључујући и Бочац. Он је на освојеним територијама формирао Сребреничку и Јајачку бановину, у чијем саставу се налазио и Бочац, све до коначног пада под османску власт, 1516. године. Отоманска посада напустила је тврђаву пре 1833. године, када се у изворима наводи као пусто утврђење.
Тврђава Бочац је подигнута на пола пута између Бањалуке и Јајца, са циљем да контролише, како долину Врбаса и северни прилаз Јајцу, тако и путни правац Кнежево-Чемерница-Бочац-Сурјан, са прелазом преко реке.

## Изглед утврђења
Бочац је подигнут на стеновитом узвишењу изнад Врбаса и у средњем веку је имао четири куле. Након османског освајања, три куле су порушене, док је четврта, некадашњи Донжон, временом прилагођена употреби ватреног оружја, тако да је на њеном врху било смештено три или четири топа. Она је са спољне стране заобљена, њена унутрашњост је квадратна, док дебљина њених зидова достиже и до 3,5 метра.
На источној падини узвишења, која се спушта ка Врбасу, налазило се подграђе , које је било заштићено бедемом који се спуштао до саме реке и истуреном кулом.
Око тврђаве се развило насеље, које се пружало на обе стране Врбаса и највероватније је било спојено мостом преко реке, а на месту Црквина се, у средњем веку, налазила црква. Темељи цркве били су видљиви, све до подизања бране за ХЕ Бочац.

## Степен заштите
Тврђава Бочац је 2005. године проглашена националним спомеником Босне и Херцеговине од стране Комисије за очување националних споменика БиХ.